# 滑鼠蛇
滑鼠蛇又稱華鼠蛇、水南蛇、水律蛇、山鹿蛇、山路蛇、菜蛇、滑鼠蛇、華錦蛇，是游蛇科鼠蛇屬的一种無毒蛇。

## 特征
滑鼠蛇长达2米多；背面黄褐色，后部有不规则黑色的横斑；头部为黑褐色，黑色唇鳞缝；黄白色腹面，腹鳞后缘两侧为黑色。

## 分布
廣泛生活於平原和山地、在中國主要分佈於華南（包括澳門、香港）、西南各省，台灣和越南、泰國等地也有分佈，是一種比較大型的蛇類。滑鼠蛇嗜吃鼠類，在廣東農村有人人工放養以驅滅農田害鼠，除了鼠類，滑鼠蛇亦會捕食其他蛇類作為食物。

## 习性
滑鼠蛇雖然食物範圍較廣，但均是肉食性的，而且根本不吃死去的動物屍體，僅僅只吃自己捕殺的獵物。
滑鼠蛇擅長游泳，往往可在河流或湖泊裡發現牠們。牠們也會捕食魚類，但鼠類還是牠們最愛的獵物。
溫度是對滑鼠蛇的生理起重要作用的外界因素之一。在過低的環境溫度下，滑鼠蛇處於冬眠狀態，此時，滑鼠蛇不能捕食任何動物，溫度升高，滑鼠蛇開始有捕食活動，但捕食量與溫度卻沒有相關關係。

## 保育狀況
- 其被列為《瀕危野生動植物種國際貿易公約》附錄二的物種，被限制出口及貿易。

- 本种的野外种群于2023年被收录入《有重要生态、科学、社会价值的陆生野生动物名录》[6]。

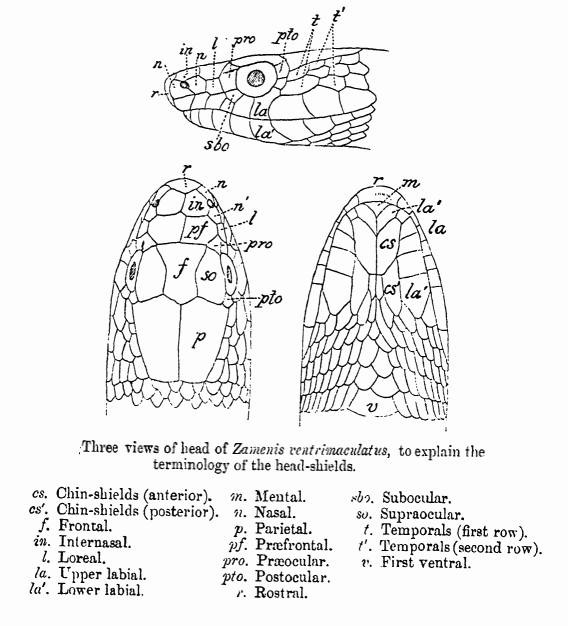
鱗型

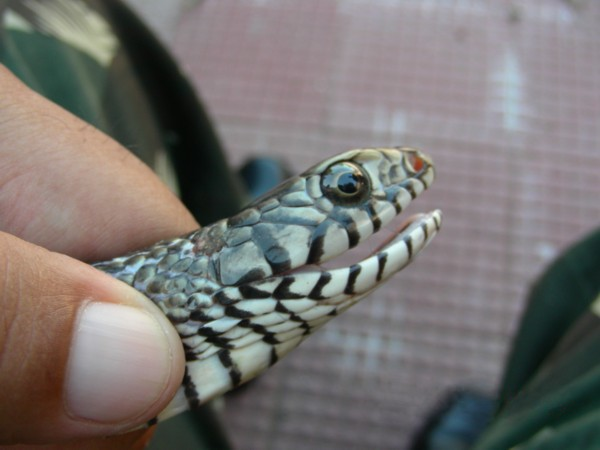
头
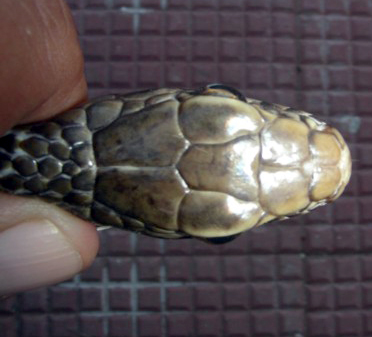
头顶
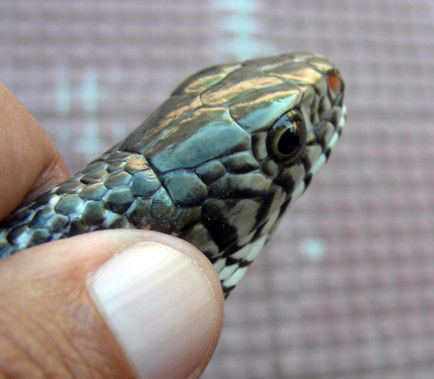
颞叶
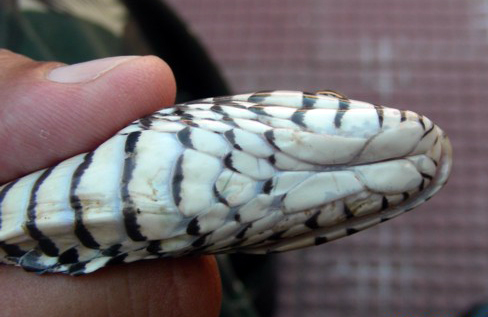
头下部
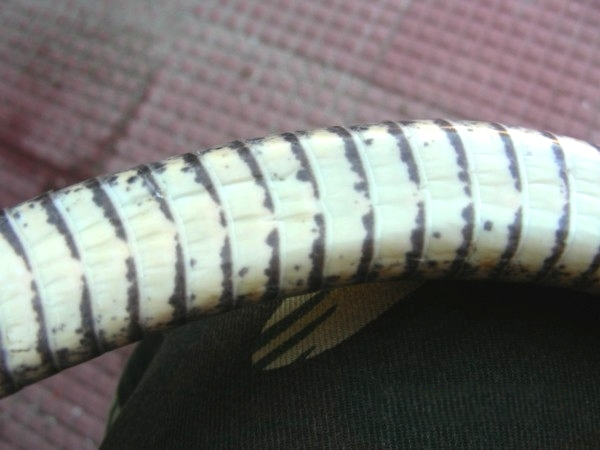
腹部
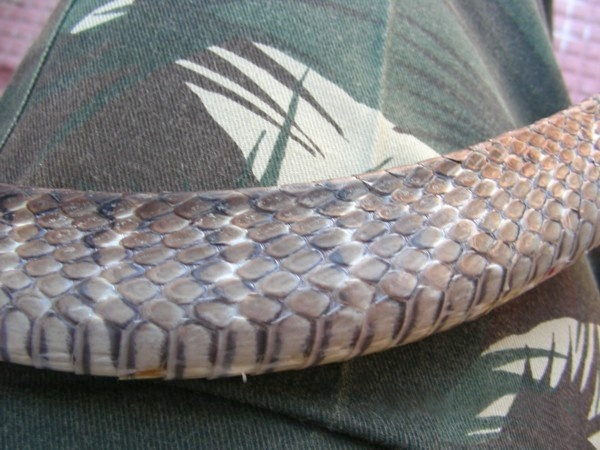
鳞片
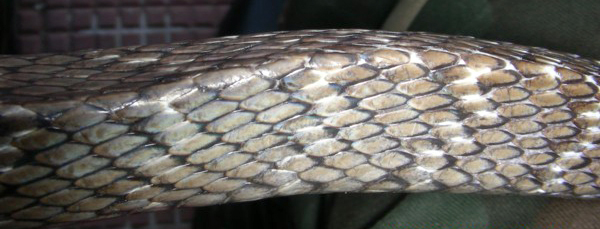
鳞片
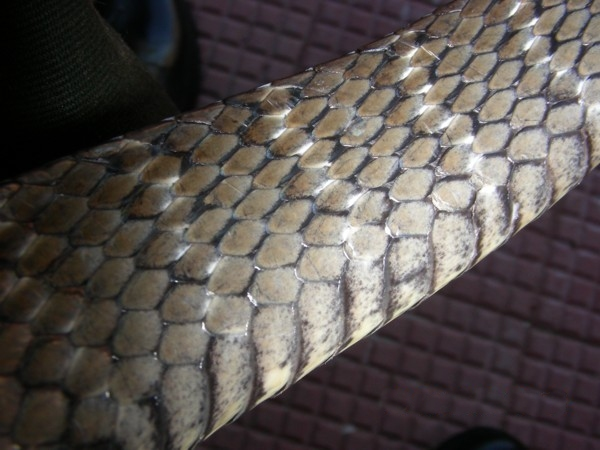
鳞片
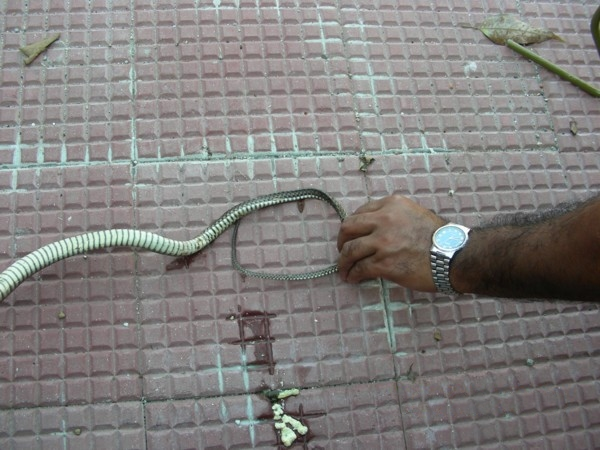
长尾
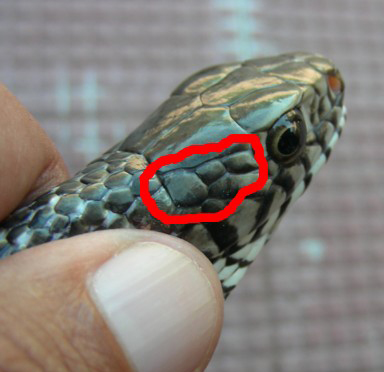
颞叶（红圈）

## 外部連結
- 臺北動物園保育網[]